# Shigeru Miyamoto
Shigeru Miyamoto (宮本 茂 Miyamoto Shigeru?) (Kioto, 16 de noviembre de 1952) es un diseñador y productor de videojuegos japonés que trabaja para Nintendo desde 1977. Es considerado como «el padre de los videojuegos modernos» o «el Walt Disney de los juegos electrónicos» por haber creado algunas de las franquicias más influyentes de la industria, entre las que se encuentran Mario, Donkey Kong, The Legend of Zelda, Star Fox, Pikmin y F-Zero.
Sus juegos han tenido un gran éxito tanto entre los críticos como en ventas, y ha recibido varios premios, entre ellos el Premio Príncipe de Asturias de Comunicación y Humanidades en 2012.

## Biografía
Shigeru Miyamoto nació en la localidad japonesa de Sonobe, Kioto, el 16 de noviembre de 1952. Es hijo de Iijake Miyamoto y Hinako Aruha, dos profesores de ideas tradicionales y muy estrictos con él. Desde una temprana edad manifestó su interés por dibujar y pintar, inspirándose en ciertas películas animadas de Walt Disney. Además, también acostumbraba explorar los alrededores de su hogar, rodeado de bosques, cuevas y lagos. Parte de su trabajo posterior estaría fuertemente influenciado por las experiencias que vivió durante su infancia en su pueblo natal.
Según declaraciones de Miyamoto, durante una de sus muchas expediciones, encontró una cueva y, tras días de indecisión, se atrevió a entrar en ella. Ese momento le influyó en gran medida a la hora de crear el videojuego The Legend of Zelda, lanzado para la consola Nintendo Entertainment System.
Su vida cotidiana siempre ha sido una de sus mayores fuentes de inspiración. Un ejemplo representativo de ello fue la manera en la que creó al personaje Chomp Cadenas de la serie Mario, fijándose en el perro de su vecino, que se pasaba el día encadenado.

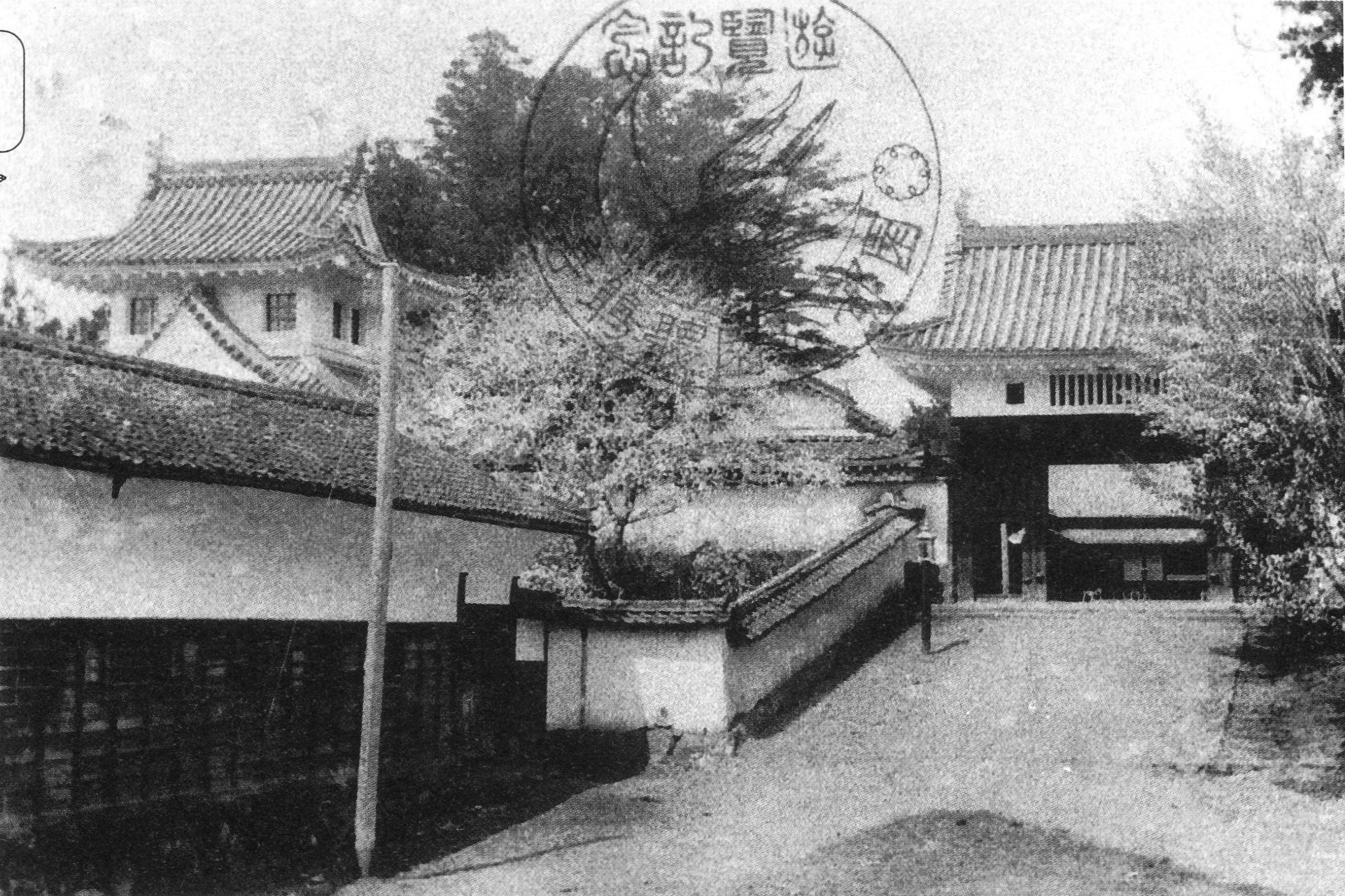
Miyamoto nació y creció en el pueblo japonés de Sonobe, Kioto.

A los 18 años de edad, en 1970, Miyamoto ingresó al Colegio Municipal de Artes Industriales de Kanazawa para estudiar la carrera de Diseño industrial. Se graduó cinco años después sin un trabajo alineado. Al principio, Miyamoto no planeaba convertirse en un diseñador de videojuegos y tampoco estaba interesado en el ámbito visual; de hecho, después de su graduación, mostró un gran interés en el diseño de juguetes. Por esas fechas el videojuego de Space Invaders comenzaba a hacerse popular, por lo que comenzó a trabajar para máquinas arcade, donde lanzaría sus primeras obras (siendo la más representativa de todas ellas Donkey Kong).
Respecto a la opinión de sus padres sobre su carrera, señaló que a pesar de que su madre era una mujer tradicional, «me apoyó y me animó a utilizar mi creatividad. Yo escribía historietas, dibujaba ilustraciones y cosas por el estilo, y cuando entré a la escuela de arte continuó apoyándome […] Pero cuando comencé a hacer videojuegos para Nintendo […] mis padres estaban de alguna manera decepcionados porque pensaban que Nintendo pretendía hacer que los niños perdieran su tiempo en jugar en vez de estudiar».
Cabe señalar que en su juventud también tuvo cierto aprecio hacia el manga e inicialmente planeaba convertirse en un artista de manga profesional. No obstante, tuvo miedo a fallar eligiendo dicha carrera. A pesar de todo, la influencia de este tipo de cómic japonés está presente en sus obras.

## Trayectoria

### 1977-1984: Primeros trabajos yDonkey Kong
En 1977, cuando tenía 24 años de edad, conoció a Hiroshi Yamauchi mediante un contacto de su padre con este; en ese entonces Yamauchi era el presidente de Nintendo y además era un amigo de su padre. Yamauchi lo contrató como «artista del personal» ese mismo año, pintando paneles de máquinas arcadia, y poco después trabajaría como diseñador.
Cuando la empresa de Nintendo comenzaba a ramificarse, Miyamoto ayudó con el diseño del primer y original videojuego arcade que operaba mediante la introducción de monedas que la empresa desarrolló, Sheriff, pero debido principalmente a la pérdida de interés de los consumidores por jugar videojuegos el título no consiguió las ventas esperadas. Ayudó también por primera vez a desarrollar un videojuego con el lanzamiento de 1980 Radar Scope. El juego logró un éxito moderado en Japón, pero en 1981 los esfuerzos de Nintendo para introducirse en el mercado de videojuegos de Norteamérica se habían convertido en un completo fracaso, dejando a la empresa con un gran número de unidades sin vender y llevándola al borde de un colapso financiero. En un esfuerzo de conservar a la compañía en pie, el presidente de Nintendo en aquel tiempo, Yamauchi, decidió convertir el fracaso comercial de las unidades de Radar Scope en un nuevo juego arcade. Yamauchi le dio la tarea de tal conversión a Miyamoto, con el ingeniero principal de Nintendo, Gunpei Yokoi, a la cabeza de la supervisión del proyecto.

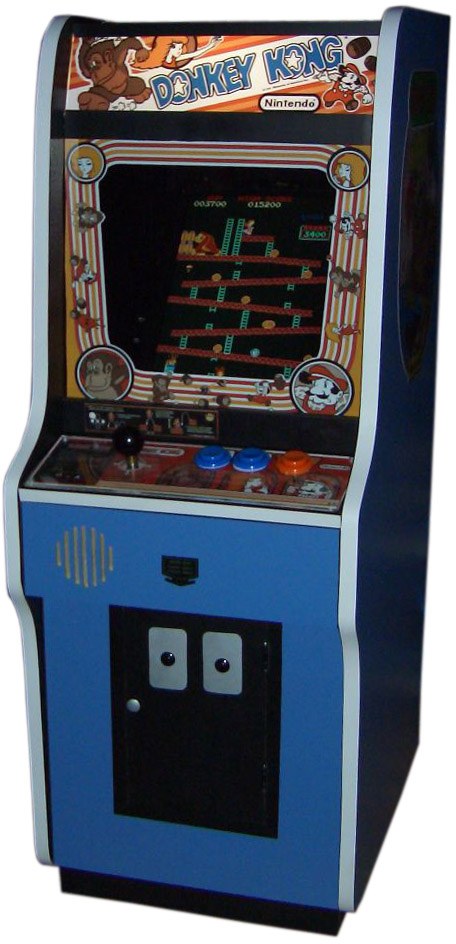
Donkey Kong se convirtió en el primer videojuego diseñado por Miyamoto.

Miyamoto imaginó muchos personajes y conceptos del argumento, pero finalmente se decidió por un triángulo amoroso entre un gorila, un carpintero, y una chica. Hizo referencia a la rivalidad entre los personajes de cómic Bruto y Popeye por la mujer Olivia Olivo. Bruto se convertía en un simio, una forma que Miyamoto describió como «nada malvado o repulsivo». Dicho simio sería la mascota del protagonista, «un chico divertido y relajado». Miyamoto también citó a la historia de La bella y la bestia y la película de 1933 King Kong como influencias. Con Donkey Kong, se marcó la primera vez que la formulación de la trama de un videojuego precedió a la programación, en lugar de ser añadida simplemente en el último momento. Miyamoto tenía grandes esperanzas para su nuevo proyecto, pero no tenía el conocimiento suficiente sobre habilidades técnicas para programarlo por su propia cuenta; fue así como concibió los conceptos del videojuego, y posteriormente consultó a varios técnicos la manera de hacerlo posible. Deseaba hacer a los personajes de diferentes tamaños y que éstos se movieran y reaccionaran de diferentes maneras. No obstante, Yokoi le explicó a Miyamoto que su diseño sería muy complicado de llevar a cabo. Cuando solicitó que el juego tuviera múltiples escenarios, el equipo de programación –que estaba conformado por cuatro hombres– se quejaron de que Miyamoto estaba esencialmente pidiéndoles la repetición del juego, pero finalmente programaron exitosamente el videojuego. Tras el envío del juego a Nintendo of America para examinarlo, el administrador de ventas se quejó del producto por ser muy diferente de los videojuegos de laberinto y de disparos, muy comunes en aquella época. Cuando el personal americano comenzó a colocarles nombres a los personajes, decidieron llamar «Pauline» a la mujer en peligro de la historia, por Polly James, la esposa del trabajador del almacén de Nintendo en Redmond, Washington, Don James. Los nombres de los personajes fueron impresos en el arte del gabinete de América y utilizados para fines promocionales. Asimismo, los miembros del personal también presionaron por un título en inglés, por lo que el videojuego recibió el nombre de «Donkey Kong», a diferencia del título que Miyamoto planeaba, «Monkey Kong»; a Miyamoto le agradó «Donkey», pues significa «tonto».
Donkey Kong fue un completo éxito pues para 1982, ya se habían vendido 60.000 unidades y recaudado 180 millones de dólares. Tal éxito llevó a Miyamoto a trabajar y desarrollar secuelas del videojuego, las cuales fueron Donkey Kong Jr. (1982) y Donkey Kong 3 (1983). El personaje jugable, inicialmente llamado «Jumpman» en el primer videojuego («hombre saltarín» en español), al final se le renombró como «Mario» en la primera secuela debido a Mario Segale, el propietario del almacén de Nintendo en Redmond, Washington. Los tres videojuegos de esa serie serían adaptados a la consola Nintendo Entertainment System y la portátil Game & Watch. También, su trabajo le valió el puesto como diseñador en otros títulos de Nintendo, Popeye (1982), basado en las tiras cómicas del mismo nombre, Devil World, y Excitebike (estos dos últimos en 1984).
En su siguiente videojuego y última colaboración en juegos arcade se basó en el personaje héroe de Donkey Kong; volvió a trabajar con el personaje Jumpman, pero esta vez le llamó Mario, y, asimismo, creó a su hermano, Luigi. Al videojuego lo tituló Mario Bros. La aparición de Mario en Donkey Kong –con un peto, un sombrero y un bigote– le permitió cambiar aspectos del juego para hacer que Mario luciera como un fontanero, en vez de un carpintero. Miyamoto consideró que la ciudad de Nueva York serviría como el mejor escenario para el juego, con su «red subterránea de tuberías de aguas residuales tipo laberinto». El modo multijugador y otros aspectos del estilo de juego fueron, parcialmente, inspirados por un videojuego reciente de esos años titulado Joust. Desde entonces, Mario Bros. se ha lanzado para más de una docena de plataformas.

### 1985-1989: Primeras colaboraciones para una videoconsola casera,Super Mario Bros.yThe Legend of Zelda
Para 1985, tras la publicación de Mario Bros. y el lanzamiento de la primera consola casera de Nintendo, Miyamoto se involucró en varios desarrollos de diversos videojuegos de esta última, entre los cuales se incluyen Duck Hunt, Ice Climber, y otra secuela de su primer diseño, Donkey Kong Jr. Math. Asimismo, mientras la producción de Duck Hunt también se encontraba en desarrollo Super Mario Bros.
Nintendo EAD se encargó de la realización de Super Mario Bros., mientras el diseño corrió a cargo de Miyamoto y Takashi Tezuka. Respecto a la creación del videojuego y la utilización de poderes en este, en una entrevista en 1991 Miyamoto declaró:

Desarrollamos técnicas de programación que nos permitieron crear un personaje más grande del que originalmente teníamos pensado. Primeramente, planeábamos crear el juego de la manera en que el jugador fuese siempre un Mario «grande», pero eventualmente, se nos ocurrió la idea de los «Power-Up Mushrooms» [«champiñones de poder»] para hacer a un Super Mario.

El desarrollo del videojuego fue motivado por un deseo de darle a Famicom (es decir, la versión japonesa de la Nintendo Entertainment System pero con cartuchos) una canción de cisne a la luz de la que sería la próxima Famicom Disk System, y para seguir avanzando el trabajo de Nintendo en «juegos atléticos». Originalmente el juego se basaba en una mecánica de disparos con un estilo de juego muy variado. La producción tenía como objetivo principal mantener las cosas simples, con la finalidad de tener un nuevo juego disponible para la temporada de compras de fin de año. El videojuego consiguió un rotundo éxito después de su lanzamiento al mercado, recibiendo críticas favorables (principalmente por la manera del sistema de juego del género de plataformas que el título poseía), llevando a nuevas versiones del juego años después y consiguiendo el título del videojuego más vendido de todos los tiempos durante más de dos décadas.
Miyamoto tomó un nuevo trayecto al usar el sistema de juego no lineal para The Legend of Zelda, el siguiente videojuego que desarrolló y que forzaba al jugador a decidir su camino a través de acertijos. Con The Legend of Zelda, Miyamoto buscaba la manera de crear un mundo dentro de un juego, en el cual los jugadores pudieran identificarse, un «jardín en miniatura donde ellos pudieran hacer lo que quisieran, como si fuera un cajón de juegos». Principalmente se inspiró en las experiencias que tuvo de niño en los alrededores de Kioto, donde exploró campos cercanos, bosques, y cuevas; cada título de Zelda alberga esta sensación de exploración. «Cuando era un niño», Miyamoto comentó, «fui de excursión y encontré un lago. Fue toda una sorpresa para mí tropezar con aquel lago. Cuando viajé alrededor del campo sin ningún mapa a la mano, tratando de encontrar mi camino, tropezando con cosas estupendas mientras recorría todo el lugar, me di cuenta de cómo se sentiría alguien si experimentara este tipo de expedición». Recreó sus memorias de sentirse perdido entre un laberinto de puertas deslizantes en el hogar de su familia en las mazmorras laberínticas de Zelda. Tanto en la serie de Mario como en la de Zelda, tuvo la decisión de enfocarse más en el sistema de juego que de altas puntuaciones, a diferencia de muchos videojuegos de aquel tiempo.
Posteriormente, Miyamoto trabajó en secuelas de Super Mario Bros. y The Legend of Zelda: Super Mario Bros. 2 (conocido como Super Mario Bros.: The Lost Levels fuera de Japón) volvió a utilizar elementos de Super Mario Bros., aunque este último es considerado más difícil que su predecesor. Debido a la dificultad percibida, el juego no se lanzó en el territorio estadounidense sino hasta mucho después. En su lugar, el videojuego Yume Kōjō: Doki Doki Panic se rehízo y se le sobrenombró Super Mario Bros. 2 en el mercado occidental. Zelda II: The Adventure of Link tiene poco parecido con el primer juego de la serie. The Adventure of Link contiene áreas de desplazamiento lateral con un gran mapa del mundo, hecho que reemplazó la vista panorámica de la entrega anterior. También incorpora un sistema de combate estratégico y más elementos RPG, incluyendo un sistema de puntos de experiencia, hechizos mágicos, y más interacción con personajes no jugables. El método de exploración y combate fueron algunos de los aspectos adaptados del género de rol.
Poco después, desarrolló Super Mario Bros. 3 con el equipo de producción Nintendo Entertainment Analysis and Development; el videojuego tomó más de dos años para completarse. Una idea de Miyamoto trataba de cambiar a Mario en un centauro, pero fue deshecha a favor de una cola de mapache que permitiera una habilidad limitada de volar. Los hijos de Bowser se diseñaron con la finalidad de ser únicos en cuanto a apariencia y personalidad; Miyamoto basó estos personajes en siete de sus programadores a manera de tributo por su trabajo y esfuerzos. Otros videojuegos destacables que produjo fueron Metroid (1986) y Kid Icarus (1987), videojuegos en los que se ocupó con su mentor Gunpei Yokoi, quien se encargó de la dirección principal de ambos proyectos, y que se desarrollarían simultáneamente.

### 1990-2000: Era de Super Nintendo y Nintendo 64, entrada a los juegos en 3D
La unión entre varios equipos de investigación interna y desarrollo de Nintendo llevó consigo la fundación de Nintendo Entertainment Analysis and Development (Nintendo EAD), agrupación encabezada por Miyamoto. F-Zero fue uno de los títulos de lanzamiento de la segunda consola casera de la empresa, Super Nintendo Entertainment System, y Nintendo EAD tardó aproximadamente quince meses en producir el videojuego. Miyamoto trabajó para diversos videojuegos de dicho sistema, uno de ellos que cabe destacar fue Star Fox. Para el mencionado, el programador Jez San convenció a Nintendo de desarrollar una actualización para la Super Nintendo, lo que permitiría manejar tres dimensiones de una mejor forma, el chip Super FX. Utilizando este nuevo hardware, Miyamoto y Katsuya Eguchi diseñaron el juego de Star Fox con un grado de 3D. Argonaut Games recomendó hacer uso de naves especiales en el videojuego; sin embargo, Nintendo quería crear un videojuego «arcade y de estilo de disparos». Yoichi Yamada, un frecuente diseñador de niveles de videojuegos de Nintendo, se encargó de la estabilización y edición de los mapas de Star Fox. Con otro título de Super Nintendo, Super Mario RPG: Legend of the Seven Stars, Miyamoto lideró un equipo de producción que consistió en una asociación entre Nintendo y Square Co.; tomó alrededor de un año el desarrollo de los gráficos. Square manifestó que 70% de la producción estaba completa durante el mes de octubre de 1995. Tanto los elementos interiores como exteriores del susodicho fueron construidos con la realización de técnicas Advanced Computer Modelling (ACM). Los efectos especiales de iluminación crearon las sombras y reflejos que estaban destinados a mejorar los elementos 3D.
Cuando se lanzó Nintendo 64 al mercado, Miyamoto comenzó a desarrollar videojuegos para el nuevo sistema de 1996, y mayoritariamente en juegos de sus franquicias anteriores. Su primer juego en tal nuevo sistema fue Super Mario 64; inició el proyecto con el diseño del personaje principal y con el sistema de cámara. Miyamoto y los demás diseñadores se encontraban al principio inseguros en cuanto a la dirección que el juego debía tomar, por lo que pasaron varios meses seleccionando una vista de cámara y diseño apropiados. El concepto original consistía en que el juego tuviera un plano fijo, tal como un juego en perspectiva isométrica, antes de que finalmente se optara por un diseño en 3D. Produjo poco después su siguiente videojuego, The Legend of Zelda: Ocarina of Time, y dirigió un equipo de diferentes supervisores. Para el desarrollo de este título, Nintendo EAD puso en práctica una nueva estrategia consistente en que numerosos directores se encargarían cada uno de producir segmentos individuales del juego para, más tarde, unir las piezas creadas y así dar forma a la versión final. No obstante, bajo este concepto la producción demoró mucho más tiempo del esperado, así que Miyamoto optó por involucrarse aún más en el juego, asumiendo para ello un rol más de director que de supervisor. Aunque el tema de los juegos 3D era inédito para el equipo de producción, el asistente Makoto Miyanaga mencionó que entre ellos existió «un sentido de pasión por crear algo nuevo y sin precedentes». Originalmente, Miyamoto quería que el juego tuviera una perspectiva en primera persona, con tal de permitirle a los jugadores que exploraran el vasto terreno de Hyrule de una forma más interactiva, además de enfocarse más en el desarrollo de los enemigos y los escenarios. Sin embargo los responsables del diseño tuvieron algunas dificultades técnicas con este proyecto al querer introducir a una versión infantil de Link, por lo que Miyamoto percibió que sería necesario mostrar entonces a Link todo el tiempo en escena. Incluso, hay otras ideas que ni siquiera se usaron en ninguno de los juegos debido a limitaciones de tiempo.
Cabe añadirse que Miyamoto trabajó en muchos spin-offs de la serie Mario, tales como Mario Kart 64 y Mario Party. De igual manera colaboró en otro videojuego de Zelda llamado The Legend of Zelda: Majora's Mask, en el cual desempeñó el papel de productor. Volviendo a usar el motor de juego y gráficos de Ocarina of Time, un pequeño equipo requirió de tan sólo 18 meses para completar Majora's Mask. De acuerdo con el director del mismo, Eiji Aonuma, los miembros del equipo estuvieron «ante la difícil pregunta de qué clase de juego podría seguir a Ocarina of Time y sus ventas mundiales de siete millones de unidades», y como solución, con el sistema de tres días «hicimos los datos del juego más compactos sin dejar de ofrecer una intensa mecánica de juego». Además, produjo también Star Fox 64.

### 2001-2010: Evolución de GameCube a Wii y Nintendo DS

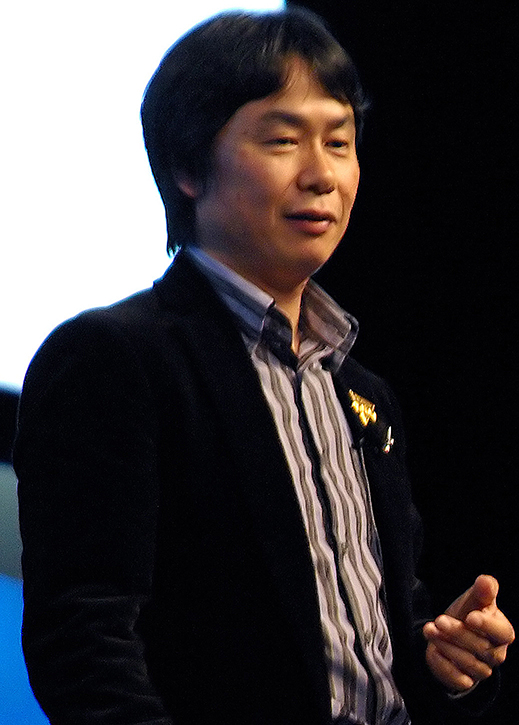
Shigeru Miyamoto en la Game Developers Conference 2007.

Cuando la cuarta consola casera de Nintendo, Nintendo GameCube, salió a la venta, Miyamoto preparó para ella varios videojuegos, incluyendo el título de lanzamiento de Luigi's Mansion. El videojuego fue revelado por primera vez en el Nintendo Space World 2000 como una demostración diseñada para mostrar las capacidades gráficas de GameCube. Una versión final de Luigi's Mansion fue posteriormente mostrada en el E3 2001 junto con la nueva consola. Además de crear varios spin-offs de Mario, Miyamoto también estuvo presente en la producción de la serie Metroid Prime, después de que el diseñador original, Gunpei Yokoi, amigo y mentor de Miyamoto que trabajó a su lado cuando este comenzaba su carrera, falleció. Durante esta época también creó y desarrolló Pikmin y su secuela, Pikmin 2. Además colaboró en nuevos videojuegos de las series Star Fox, Donkey Kong, F-Zero y The Legend of Zelda, tanto en Nintendo GameCube como en los sistemas portátiles de Game Boy Advance y Nintendo DS. Para esta última consola trabajó en muchos títulos, entre los cuales se encuentran el remake de Super Mario 64 (Super Mario 64 DS), y el exitoso Nintendogs.
Durante el E3 2005, Nintendo publicó una pequeña cantidad de tarjetas de videojuegos para Nintendo DS que contenían un avance de un nuevo Zelda. Asimismo, anuncionaron que el dicho Zelda aparecería en la Wii, sistema que en ese entonces se le conocía con el nombre «Revolution», que fue después bautizado como The Legend of Zelda: Twilight Princess.

### 2011-actualidad: Éxito de Nintendo Switch ySuper Mario Bros.: La película
En la actualidad, Shigeru Miyamoto sigue trabajando en diferentes proyectos y juegos para las consolas Nintendo 3DS, New Nintendo 2DS y Nintendo Switch. Además ha incursionado en el mundo de la animación al ser el director ejecutivo de los cortos animados de Pikmin, una de sus franquicias más importantes de Nintendo creada por él mismo. Debido a la muerte de Satoru Iwata, Miyamoto y Genyo Takeda, ambos directores en Nintendo, quedaron al cargo de la empresa hasta que se llevara a cabo la sucesión.
Posteriormente fue elegido un nuevo presidente: Tatsumi Kimishima, quien antes fue Jefe de Recursos Humanos; además de poseer una gran experiencia con los números. Por lo tanto, Miyamoto quedó como consejero creativo y Takeda como consejero tecnológico.
Miyamoto estuvo encargado de supervisar el desarrollo de Super Mario Bros.: La película en colaboración con Illumination (propiedad de Universal Pictures) estrenada el 5 de abril de 2023 y con gran recaudación en taquilla.

## Vida personal

### Intereses

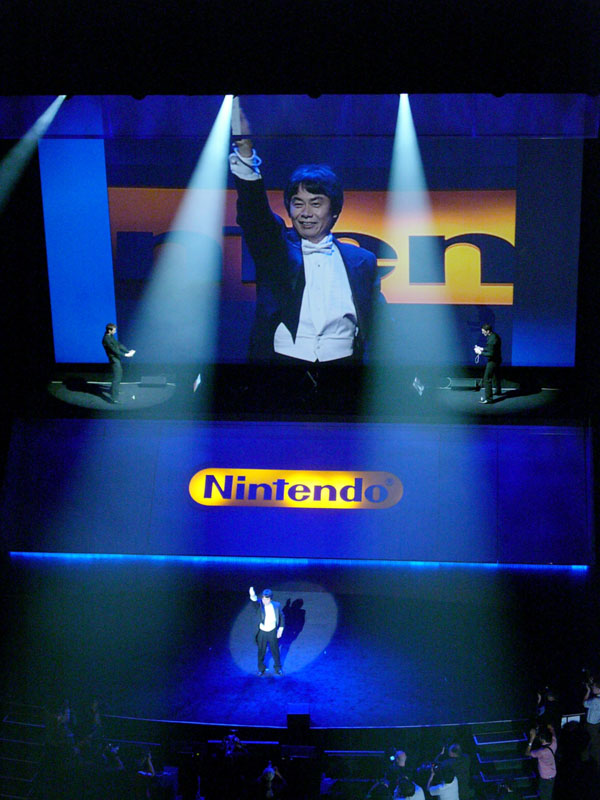
Miyamoto en el E3 2006.

Pese a dedicarse al diseño de videojuegos, Miyamoto pasa poco tiempo jugando a estos, y ha confesado que prefiere desconectar de su trabajo tocando la guitarra y el bajo. Además tiene ciertas cualidades para el banjo y el piano y es un aficionado al género musical bluegrass.
Sobre su interés por la música, ha afirmado que durante su juventud disfrutaba escuchando a bandas como Lovin' Spoonful, Nitty Gritty Dirt Band, The Ramones y The Beatles.
Es un coleccionista de instrumentos musicales. Tanto es así que, durante la presentación del título The Legend of Zelda: The Wind Waker, Miyamoto afirmó que el mandolín que se oye en la banda sonora es suyo. De esta afición surgió también el juego Wii Music, del que dice haber disfrutado durante su creación hasta el punto de sentirse tan ilusionado por él como por Super Mario Bros.
Shigeru Miyamoto siempre ha practicado deporte desde su juventud. Durante mucho tiempo jugó regularmente al béisbol. Actualmente practica natación a diario y trata de llevar una vida sana, lo que le llevó a dejar de fumar. Sus rutinas de ejercicios, su costumbre de elaborar gráficos caseros basándose en su peso y su pasatiempo consistente en tratar de calcular mentalmente las medidas de los objetos que se encuentra, le llevaron a idear el concepto del videojuego Wii Fit.
Otros de sus hobbies incluyen la jardinería (la cual le inspiró para crear la serie de videojuegos Pikmin) y los perros (es un criador semi-profesional). Miyamoto es propietario de un Shetland Sheepdog llamado Pikku (el cual le sirvió de inspiración para el título Nintendogs).

### Familia
Shigeru Miyamoto es el segundo hijo de Iijake Miyamoto y Hinako Aruha, dos profesores de origen humilde que ni siquiera poseían una televisión o un coche propios.
Durante los primeros años de Miyamoto en Nintendo, conoció a Yasuko, una secretaria del departamento de administración con la que terminaría contrayendo matrimonio. Cuando se casaron, se mudaron a una casa cercana a la empresa para, de esa manera, poder caminar fácilmente e incluso ir en bicicleta al trabajo. Cuando tuvieron el primero de sus dos hijos, Yasuko dejó de trabajar.
Sus hijos han confesado que no tienen interés alguno de seguir el negocio de los videojuegos como su padre. De hecho uno de ellos, Kenshi, desea convertirse en un surfista profesional.
Yasuko Miyamoto, pese a haber trabajado durante muchos años para una compañía de videojuegos, nunca ha sido aficionada a este tipo de productos, algo que su marido siempre ha intentado atajar, retándose a sí mismo a crear experiencias que pudiesen resultar atractivas para personas que, como ella, nunca sintieron el menor interés. De este empeño surgieron en 2007 Nintendogs y Brain Age para la portátil Nintendo DS. Respecto a ello, Miyamoto comentó a CNN:

Mi esposa no juega ningún tipo de videojuego. He tratado de crearle algo de interés con muchos juegos, como Tetris, pero la verdad es que hasta hace poco nunca lo había logrado. Pero estamos comenzando a derribar estos muros, empezando con videojuegos de Nintendo DS. Fue divertido observarla.

### Estilo de trabajo

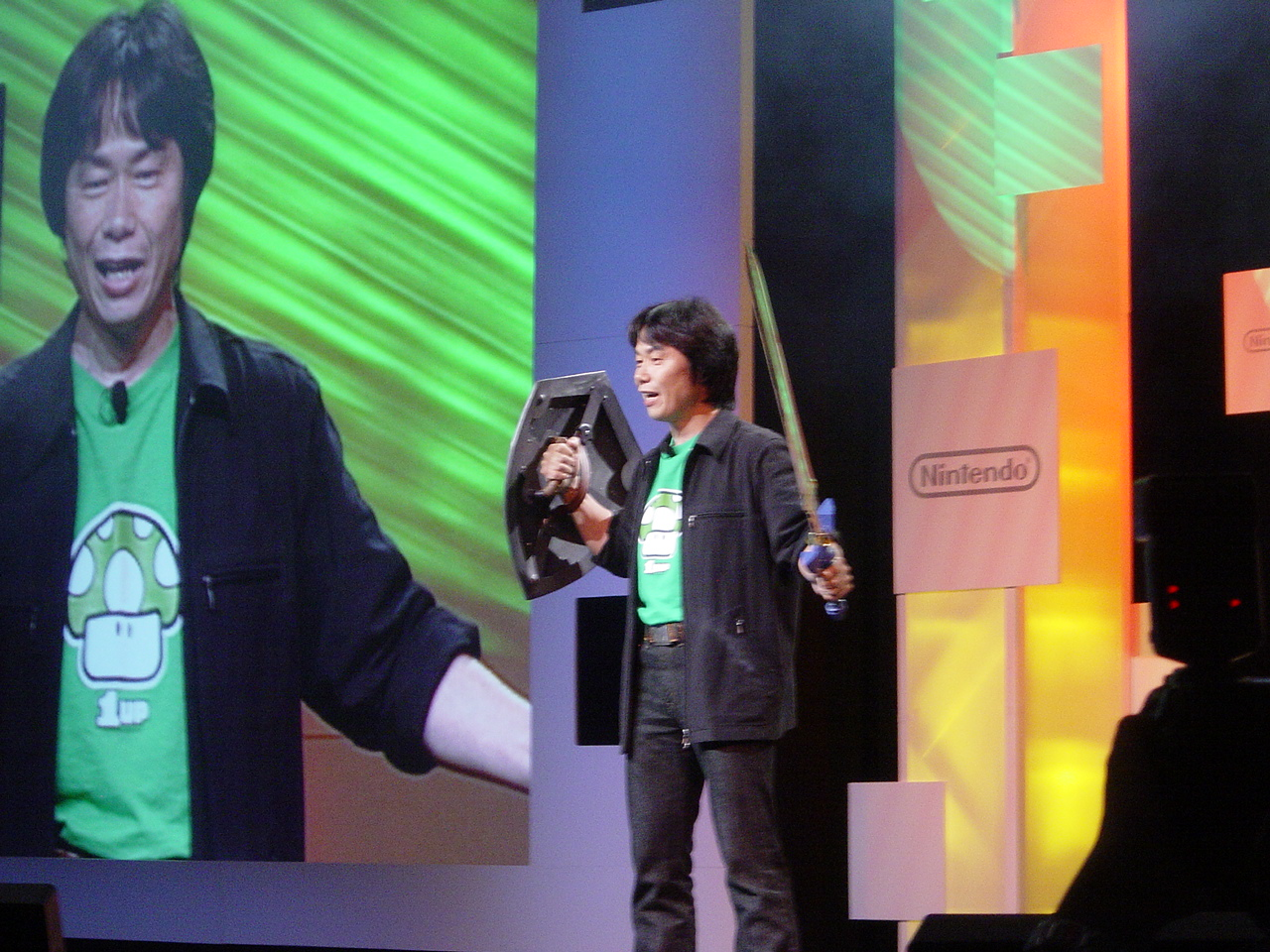
Miyamoto en el E3 2004.

En el E3 1997, Miyamoto reveló que estaba trabajando constantemente con aproximadamente cuatrocientas personas en alrededor de una docena de proyectos simultáneamente. Sin embargo, también ha declarado que siempre ha preferido centrarse en los proyectos «uno por uno», en lugar de en más de uno a la vez.
Miyamoto es conocido por su gran exigencia, que ha llevado a retrasar las fechas de lanzamiento de muchos de sus proyectos para «alcanzar las altas cotas de calidad por las que Nintendo es conocida»,. En ocasiones ha llegado a desechar por completo un juego en pleno desarrollo. Este tipo de decisiones son conocidas internamente entre los trabajadores de Nintendo como «Chabudai Gaeshi» (ちゃぶ台返し, «volcar la mesa del té»), una referencia al anime y manga Star of the Giants. Este proceso es denominado también como «revisión de Miyahon» (Miyahon es una alternativa de la lectura kanji de Miyamoto) o «examen de Miyamoto».
Un ejemplo de ello se dio durante el proceso de creación de The Legend of Zelda: Twilight Princess entre los años 2005 y 2006. Eiji Aonuma, el productor del juego, declaró que en medio del desarrollo Miyamoto llevó a cabo un «Chabudai Gaeshi» que retrasó considerablemente la fecha de lanzamiento de este título para Nintendo GameCube y Wii y que puso bajo una gran presión a su equipo.

### Opinión sobre los videojuegos
Miyamoto siempre ha defendido los videojuegos como una forma de entretenimiento tan válida como cualquier otra. Una de sus frases más famosas es: «¿Que los videojuegos son malos? Lo mismo dijeron sobre el Rock 'N' Roll»
Para Miyamoto lo fundamental de un videojuego es su jugabilidad. En los juegos que desarrolla, siempre prioriza el diseño de las mecánicas y la innovación de las mismas. No es hasta que esa fase está terminada que comienza a buscar personajes, historias y apartados artísticos apropiados que encajen con lo previamente planeado. Para él lo fundamental es crear juegos en el sentido más estricto de la palabra; productos cuyo factor clave sea la diversión, alejándose con su visión del punto de vista de otros desarrolladores, más centrados en dirigir sus producciones hacia el género de la película o novela interactiva.

## Premios y reconocimientos

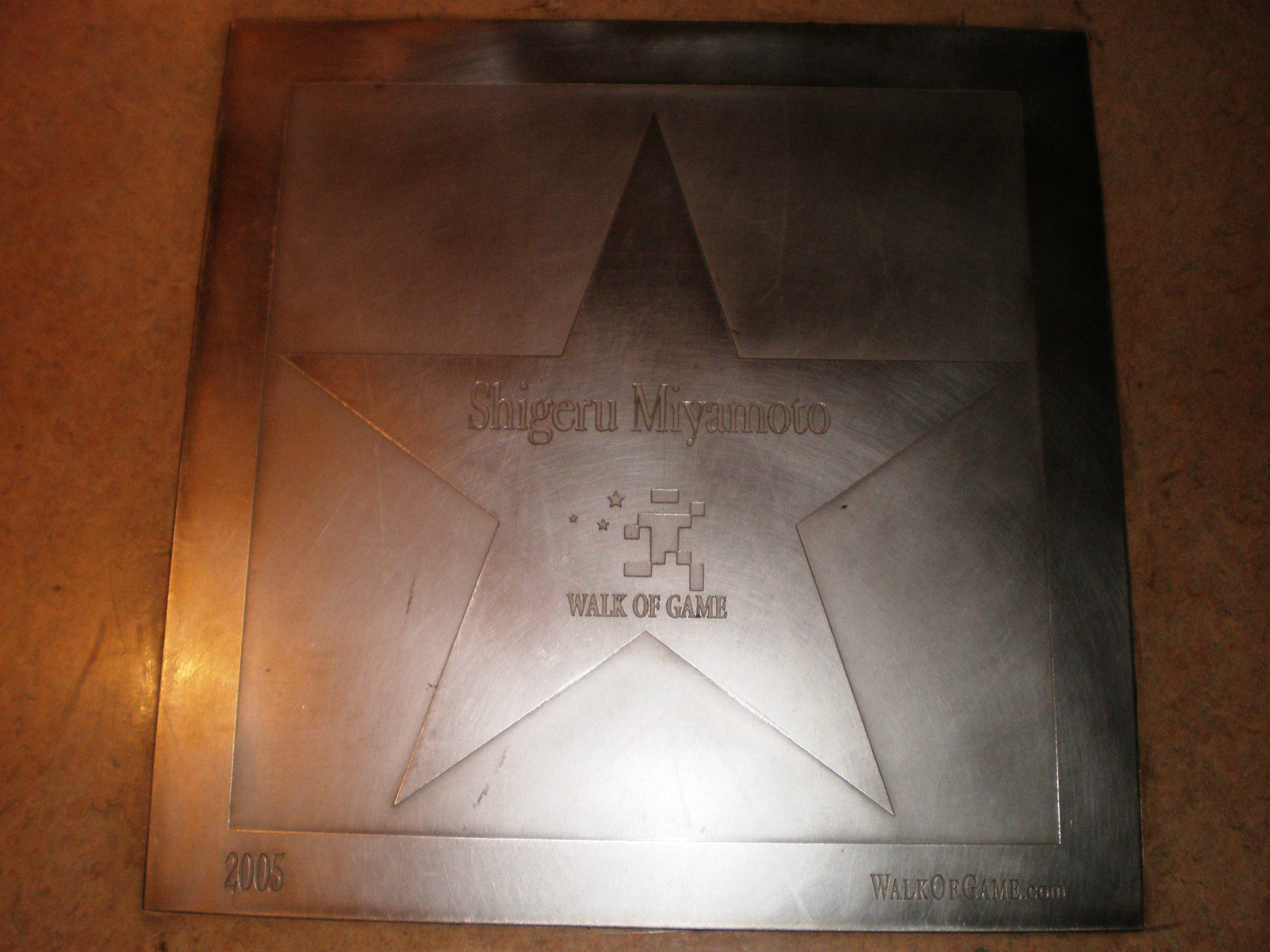
La estrella de Shigeru Miyamoto en el Walk of Game en San Francisco, California.

Uno de los logros más importantes de Miyamoto como diseñador, aparte de conseguir éxito el mundo de los videojuegos con The Legend of Zelda: Ocarina of Time o Donkey Kong, fue Super Mario 64. Se trata del primer juego en tres dimensiones en el que es posible controlar tanto al personaje como al punto de vista del jugador mediante un sistema de movimiento de cámaras a través de mecanismos de control especialmente diseñados en el mando para ello.
La técnica del movimiento de cámaras y personajes de forma independiente se utiliza ahora como estándar en la elaboración de videojuegos con entornos tridimensionales y se tiene en cuenta a la hora de diseñar los mandos de las videoconsolas. Fue una de las grandes revoluciones que Nintendo introdujo en la industria de los videojuegos con su videoconsola Nintendo 64.
Aunque Miyamoto generalmente es listado como productor en los créditos de los juegos, participa directamente en ellos siendo responsable absoluto de su desarrollo, tomando decisiones sobre el camino que estos deben seguir y pasando todas las fases de diseño y optimización de una buena manera. A pesar de todo, ha aparecido como director en juegos como Super Mario 64 y como supervisor y productor en otros como The Legend of Zelda: Twilight Princess. Entre las pocas excepciones de juegos protagonizados por sus personajes en los que su nombre no figura tras el desarrollo, está la serie Mario Land, con la que no tuvo relación alguna.
Entre 2010 y 2011, Miyamoto fue nominado al Premio Príncipe de Asturias de Comunicación y Humanidades y lo ganó en 2012 por su gran contribución a las comunicaciones en el entorno de los videojuegos. El jurado quiso remarcar que el japonés «es el principal artífice de la revolución del videojuego didáctico, formativo y constructivo. Diseñador de personajes y juegos mundialmente conocidos, se caracteriza por excluir de sus creaciones la violencia y por innovar con programas y formatos que ayudan a ejercitar la mente en sus múltiples facetas y resultan muy valiosos desde un punto de vista educativo».
Asimismo, destacaron a la hora de concederle el galardón que «Miyamoto no solo es el padre del videojuego moderno, sino que ha conseguido, con su gran imaginación, crear sueños virtuales para que millones de personas de todas las edades interactúen, generando nuevas formas de comunicación y de relación, capaces de traspasar fronteras ideológicas, étnicas y geográficas».